# François de Montlezun
François de Montlezun, marchese di Baisemeaux (Besmaux) (Guascogna, 1612 o 1613 – Parigi, 12 febbraio 1697), è stato un nobile e militare francese, generale di brigata e capitano della guardia del cardinale Mazzarino, poi comandante del castello della Bastiglia.

## Biografia
Figlio di Louis de Montlezin e di Philibert de Lupe, nel 1640 si unì alla compagnia dei moschettieri del capitano Desessar come guardiano, dove prestò servizio con il suo famoso connazionale Charles de Batz de Castelmore, conte d'Artagnan.
Nel 1646, passò al cardinale Mazzarino. Molto rapidamente avanzò nel servizio: prima divenne aiutante di campo, poi generale di brigata e, infine, capitano della guardia cardinalizia. Nel 1654, divenne comandante della Bastiglia, la famosa prigione reale, carica che mantenne fino alla morte. Secondo la tradizione di allora, acquisì questa posizione per 40 mila livres e ne guadagnò circa due milioni durante il suo mandato. Nello stesso anno, sposò Marguerite de Pérol, dame de Viglione.
Nel 1657, fu insignito del titolo di marchese di Baisemeaux.

## Nella letteratura
- Il personaggio di Alexandre Dumas, che lo introdusse nella terza parte de Il visconte di Bragelonne. Sulla base del libro, aveva acquistato la sua posizione da Tremblay e Louvier per i soldi di Aramis.
- Il personaggio di Avvelenatori e assassini, di Juliette Benzoni.